# لهجة عربية يهودية مغربية
اللهجة العربية اليهودية المغربية (ويسميها اليهود المغاربة «العربية ديالنا» بمعنى «عربيتنا» بالمقارنة مع «العربية ديال المسلمين» كما يصفون اللغة التي يتحدث بها المغاربة المسلمون) هي إحدى اللهجات العربية التي يتحدث بها اليهود المغاربة الذين يعيشون أو كانوا يعيشون في الأراضي التي هي المغرب والجزائر الآن. الناطقون بهذه اللهجة هم عامة راشدون كبار السن، حيث أن الشباب غالبا يتحدثون بالفرنسية أو بالعبرية.
وانتقلت الغالبية العظمى من اليهود المغاربة والجزائريين إلى إسرائيل وأصبحوا يستخدمون العبرية للتحدث في الدار. الذين استقروا في فرنسا عامة يستخدمون الفرنسية، بينما أولئك الذين لم يتخلو عن وطنهم ما زالوا يستخدمون أما الدارجة المغربية أو الجزائرية والفرنسية في حياتهم اليومية.

## تاريخ
النسخة المغربية من اللهجات العربية اليهودية، وهي مستخدمة واسعا في المجتمع اليهودي خلال تاريخه الطويل في المغرب، لها الكثير من الآثار من لغات غير اللغة العربية، بما فيها الإسبانية (بسبب القرب من إسبانيا والتفاعلات معها) والحاكيتية (بسبب هجرة اللاجئين الأسفراد إثر طرد 1492 ومحاكم التفتيش) والفرنسية (بسبب فترة الإستعمار الفرنسي في المغرب)، وطبعا يوجد ألفاظ عبرية كثيرة كما في كل اللغات اليهودية. يتمتع الناطقون باللهجة اليهودية المغربية بالوضوح المتبادل بقدر كبير مع الناطقين باللهجة اليهودية التونسية وبقدر أقل مع الناطقين باللهجة اليهودية الليبية، ولا يوجد وضوح متبادل بينها وبين اللهجة اليهودية العراقية تقريباً.

## عبارات يومية في اللهجة اليهودية المغربية
- سلام: (بالعبرية: שלמה، تُلفظ شلامة) أو (بالعبرية: שלמה עליך، تُلفظ شلامة عليك)
- مع السلامة: (بالعبرية: בשלמה، تُلفظ  بشلامة) أو (بالعبرية: בשלמה עליך، تُلفظ بشلامة عليك)
- شكرا: (بالعبرية: מרסי، تُلفظ مرسي)
- نعم: (بالعبرية: ייוה، تُلفظ أيوا)
- لا: (بالعبرية: לא ، تُلفظ لا)
- كيف حالك؟: (بالعبرية: אשכברך؟ ، تُلفظ آش إخبارك؟)
- بخير، شكرا: (بالعبرية: לבש, מרסי ، تُلفظ لاباس, مرسي)

## روابط خارجية
- مكان إذاعة باللهجة العربية اليهودية المغربية واللغة العربية من قبل صوت إسرائيل